# Theo Fabergé
Theo Fabergé (Londen, 26 september 1922 - 20 augustus 2007) was de laatst levende kleinzoon van Peter Carl Fabergé, juwelier van de Russische tsaren en het Russische keizerlijk hof.
Fabergé ontwierp kunstobjecten, juwelen en uurwerken. Nicholas Fabergé, Carl’s jongste zoon, werd in 1906 naar Londen gestuurd om alle verkoop buiten Rusland te behartigen. In 1917, door het uitbreken van de Russische Revolutie en de aanslepende Eerste Wereldoorlog, werd de Fabergé-dynastie overgenomen door het ‘Comité van Arbeiders’. Het jaar daarop kon Carl Fabergé Rusland ontvluchten. Nicholas bleef in Londen en werd modefotograaf.
In 1922, twee jaar na de dood van Carl Fabergé, werd Theo Fabergé geboren. De fascinatie voor de natuurlijke schoonheid van hout leidde hem naar het exploreren van de kunst van diepgesneden gravering en sculpturering van hout, ivoor en metaal op een precisiedraaibank. Theo restaureerde een originele Holtzapffeldraaibank van 1861 en begon in de jaren vijftig met het ontwerpen en creëren van sierlijke objecten van exotische houtsoorten en ivoor. Hij kreeg al snel opdrachten van bekende verzamelaars van creaties van Carl Fabergé, maar ook van musea zoals het Virginia Museum of Fine Arts, USA. In 1984 kwam hij met zijn eerste eigen commerciële collectie.
Hij presenteerde de collectie internationaal in Marshall Fields, Chicago in 1985. Alle creaties werden ontworpen door Theo of later ook zijn dochter Sarah Fabergé en zijn gelimiteerd in oplage. Het zijn geen kopieën van werk van Carl Fabergé maar nieuwe ontwerpen met soms moderne invloeden. Ieder Ei is fijn gedetailleerd uitgewerkt met goud en email of edelstenen. Zoals de befaamde ‘Imperial Eggs’ bevatten ze een verrassing. Theo maakte voerde veel van zijn ontwerpen zelf uit en ook zijn dochter doet dat maar verder zijn er edelsmeden en specialisten in dienst die kunnen werken met edelmetalen, kristal, email, edelstenen en porselein.
Fabergé en zijn dochter hebben gewerkt aan een uiteenlopende reeks van opdrachten gaande van het ‘White House Egg’ voor de President van de Verenigde Staten tot het ‘Centennial Olympic Games Egg’ voor het Olympisch Comité van Atlanta in 1996. Vlak voor zijn dood werd Fabergé gevraagd om een creatie te ontwerpen om de eerste vlucht van de broers Wright te herdenken. Het eerste 'Milestones of Flight Egg’ werd mee onthuld door ZKH, de Hertog van Edinburgh. De collectie is te zien op een aantal toplocaties in de wereld. Musea zoals het State Hermitage Museum, St Petersburg City Museum en Virginia Museum of Fine Arts hebben Fabergé creaties gecatalogeerd in hun collecties.
Fabergé Limited Edition Watches werden gelanceerd in Basel, Zwitserland in 1999. Zijn automatische, mechanische uurwerken zijn gecertificeerd door Contrôle Officiel Suisse des Chronomètres en zijn gelimiteerd tot slechts 25 stuks per model wereldwijd. President Poetin bedacht vijftien staatshoofden met een uurwerk van Theo Fabergé ter gelegenheid van de 300e verjaardag van Sint-Petersburg in 2003. Zijn dochter Sarah Fabergé zet de familietraditie verder.
- Gemeinsame Normdatei: 119187965
- International Standard Name Identifier: 0000 0001 1449 2833
- Library of Congress Control Number: n93075206
- Nederlandse Thesaurus van Auteursnamen: 345744535
- SNAC: w6dc23kz
- Virtual International Authority File: 79413908
- WorldCat: E39PBJgHfGgYk6TvbP7C3xyWXd